# Chiesa di Santa Caterina (Nibbiola)
La chiesa di Santa Caterina, detta anche chiesa di Maria Vergine Assunta, è la parrocchiale di Nibbiola, in provincia e diocesi di Novara; fa parte dell'unità pastorale della Bassa Novarese.

## Storia
Il primitivo luogo di culto di Nibbiola dedicato a santa Caterina d'Alessandria era una cappella privata di proprietà dei marchesi Tornielli.
Al posto di questa cappella venne costruita tra il 1580 e il 1587 la nuova chiesa, la cui consacrazione fu celebrata nel 1659.
Nel 1926 la parrocchiale venne interessata da un intervento di decorazione eseguito dal pittore vercellese Vincenzo Gianolio.

## Descrizione

### Esterno

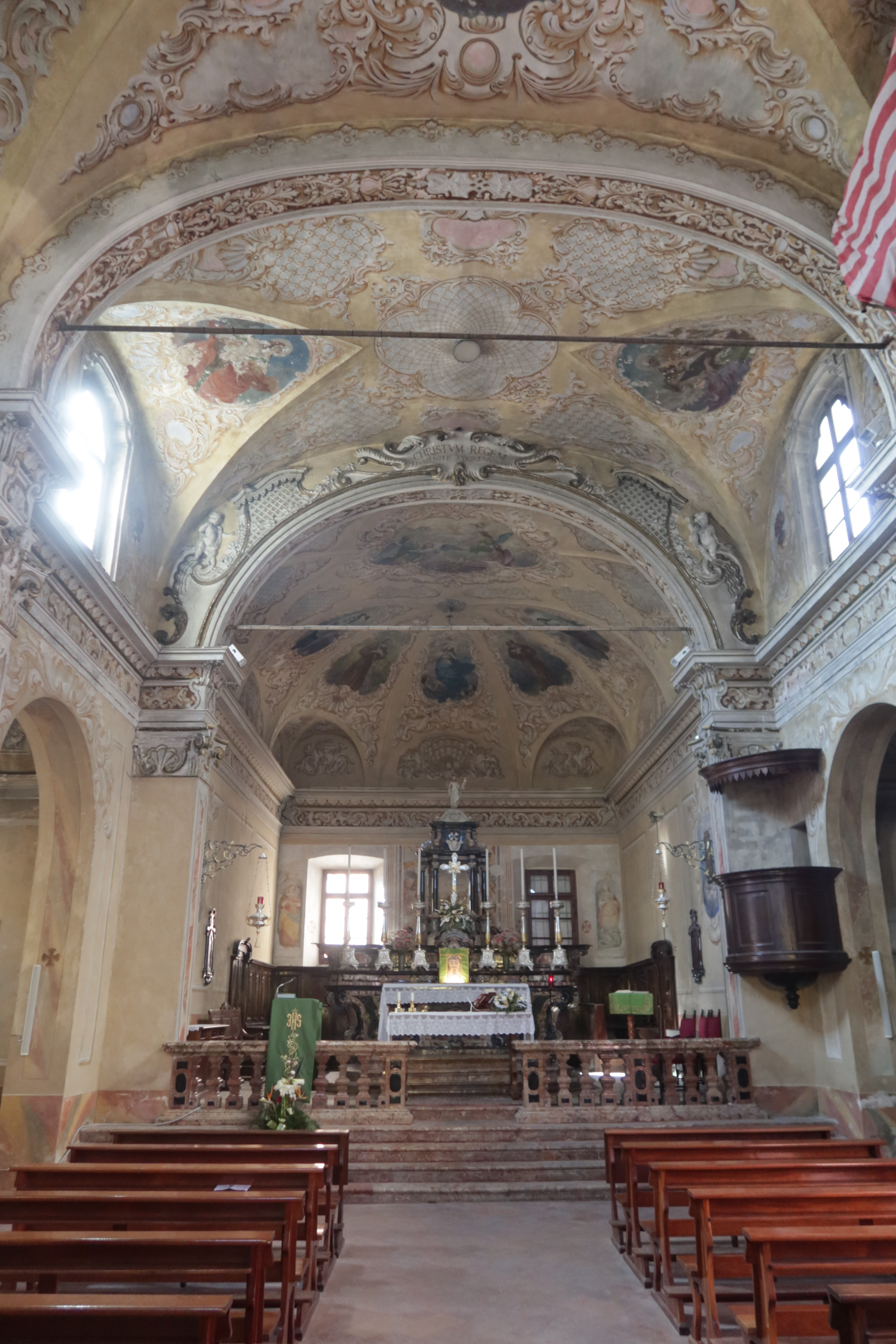
L'interno

La facciata a capanna della chiesa, rivolta a nordest, è preceduta dal portico, sorretto da colonne e abbellito da decorazioni eseguite da Ercole Marietti, presenta centralmente il portale d'ingresso e sopra una nicchia contenente una statua.
Annesso alla parrocchiale è il campanile a pianta quadrata, la cui cella presenta su ogni lato una monofora a tutto sesto ed è coronata dalla guglia poggiante sul tamburo.

### Interno
L'edificio si compone di un'unica navata, sulla quale si affacciano le cappelle laterali, introdotte da archi a tutto sesto, e le cui pareti sono scandite da grosse paraste terminanti con capitelli riccamente decorati e sorreggenti la trabeazione modanata e aggettante sopra la quale si impostano le volte, abbellite da costoloni.
Al termine dell'aula si sviluppa il presbiterio, rialzato di quattro gradini, delimitato da balaustre e ospitante l'altare maggiore.
Qui sono conservate diverse opere di pregio, tra cui alcuni affreschi risalenti al XVII secolo, la pala raffigurante la Madonna del Rosario con i santi Domenico e Caterina e i due altari laterali, dedicati alla Beata Vergine del Rosario e a Sant'Antonio di Padova.